# Храм народов
«Храм наро́дов» (англ. Peoples Temple, распространённый ошибочный перевод — «Народный храм») — новое религиозное движение (также определяется как деструктивный культ и тоталитарная секта), основанное в 1955 году Джимом Джонсом в Индианаполисе, штат Индиана, США. Джонс использовал «Храм народов», чтобы распространять послание, в котором сочетались элементы христианства с коммунистическими и социалистическими идеями, а также делался акцент на расовом равенстве.
«Храм народов» наиболее известен событиями 18 ноября 1978 года в Гайане, когда в результате массового самоубийства в его отдалённом поселении под названием Джонстаун погибло 909 человек, а также убийства конгрессмена США Лео Райана и членов его делегации в соседней деревне Порт-Кайтума. Массовые самоубийства в Джонстауне привели к самой большой гибели гражданского населения США в результате преднамеренного акта, совершённого до терактов 11 сентября.
Группа переехала в Калифорнию в 1960-х годах и основала несколько отделений по всему штату, включая её штаб-квартиру в Сан-Франциско. В его пике Храм имел 20 000 участников (хотя 3-5 тысяч более вероятно) и связи со многими левыми политическими фигурами.

## Становление (1955—1965)

### Формирование

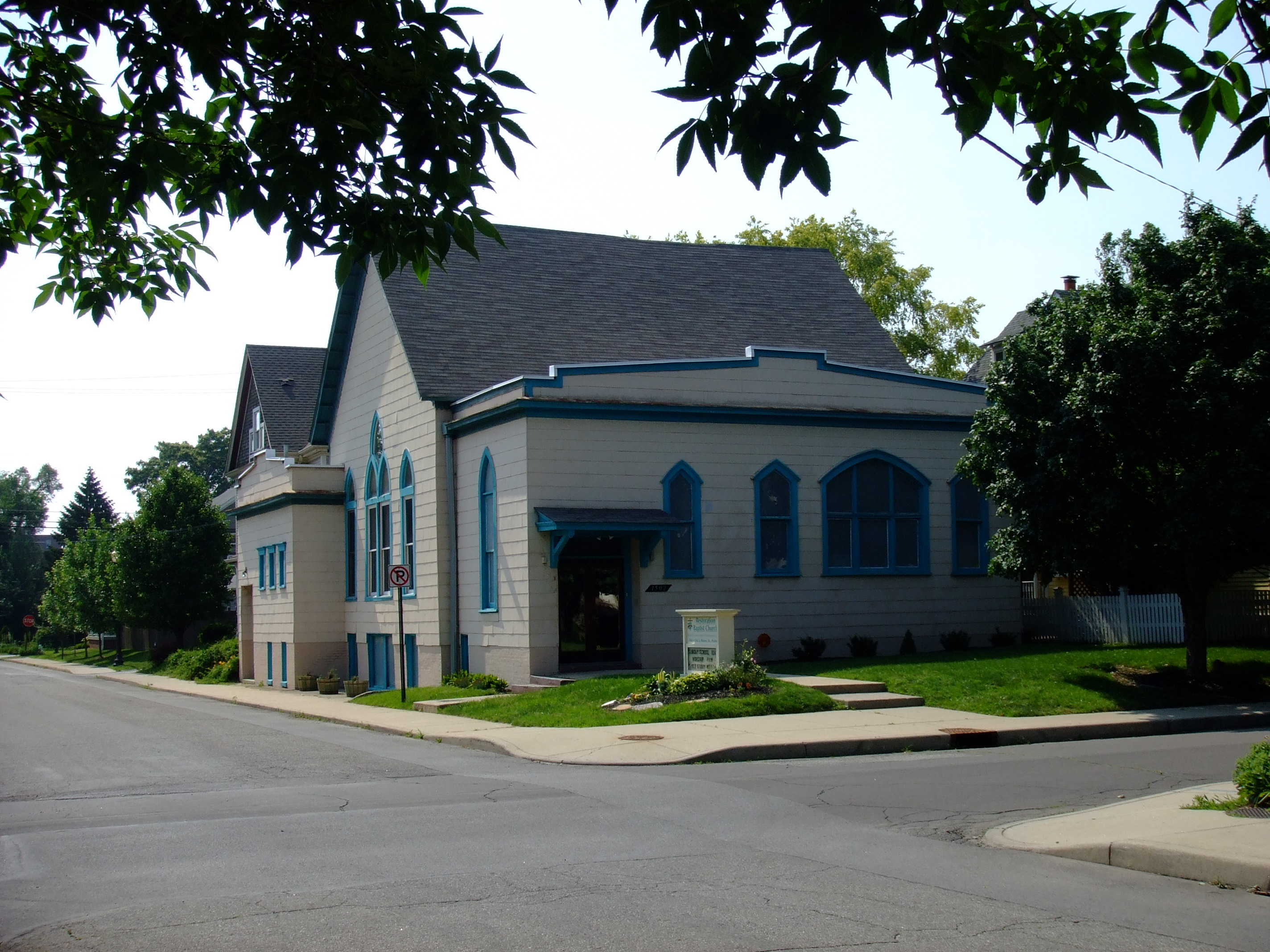
Первая церковь Джима Джонса в Индианаполисе, штат Индиана

Основатель «Храма народов» Джим Уоррен Джонс родился в 1931 году в городе Крит в штате Индиана. Он с детства начал интересоваться религией, будучи подростком, проповедовал на улицах. До образования церкви Джим Джонс был очарован коммунизмом и разочарован преследованием коммунистов в США. Это, помимо прочего, послужило источником духовного вдохновения для Джонса. Как он сам описал в биографической записи:
Я подумал: «Как я могу продемонстрировать свой марксизм?» Мысль была, проникнуть в церковь. Поэтому я сознательно принял решение изучить эту перспективу.
Хотя он боялся ответной реакции за то, что был коммунистом, Джонс был удивлен, когда методистский суперинтендант (которого он встретил через Коммунистическую партию США) помог ему войти в церковь, несмотря на то, что он знал, что Джонс был коммунистом. В 1952 году Джонс стал учеником пастора в методистской церкви Соммерсет Саутсайд в Индианаполисе, но покинул эту церковь, потому что он запретил ему интегрировать афроамериканцев в свою общину. В 1954 году, в 24 года, основал свою собственную религиозную группу на арендованном участке в Индианаполисе, назвав её сначала «Церковью Слова Христова» (англ. Disciples of Christ), которую через год переименовал в «Храм народов». Новое движение проповедовало достижение «апостольского социализма». Джонс ранее был свидетелем служения «исцеления» в баптистской церкви седьмого дня и пришел к выводу, что такие «исцеления» могут привлекать людей и приносить доход, помогая достичь его социальных целей. Члены Храма сознательно подделывали «исцеления», потому что они обнаружили, что возросшая вера генерировала финансовые ресурсы для помощи бедным и финансирования церкви. Эти «исцеления» включали в себя куриную печень и другие ткани животных, которые, как утверждает Джонс (и члены Конфедерации Храма), были раковыми тканями, удаленными из организма.
В 1956 году Джонс купил свое первое церковное здание в расово смешанном районе Индианаполиса. Сначала он назвал эту церковь «Крыльями Освобождения», а позже, в том же году переименовал её в «Евангельскую церковь храма народов», впервые применив фразу «храм народов». Исцеления Джонса и предполагаемые ясновидящие откровения привлекали спиритуалистов.

### Расширение в Индианаполисе
Чтобы повысить публичность, Храм организовал большие религиозные «собрания» с другими пятидесятническими пасторами, Джонс продолжал скрывать тот факт, что он использовал религию для достижения социальных целей. В этих конвенциях приняли участие 11 000 человек, поскольку Джонс и другие проповедники провели «исцеления» и произвели на них впечатление, раскрывая личную информацию — обычно это номера, такие как адреса, номера телефонов или номера социального страхования, которые являются частными. Детективы могут легко обнаружить их заранее. Джонс и члены Храма также ездили по разным городам в Индиане и Огайо для поиска и сбора средств.
Храм подчеркивал эгалитарные идеалы, предлагая членам присутствовать в повседневной одежде, чтобы бедные члены не чувствовали себя не в своей тарелке, и предоставляя убежище нуждающимся. В то время Храм увеличил свое афроамериканское членство с 15 % до почти 50 %. Чтобы попытаться получить дальнейшие выгоды, Храм нанял афроамериканского проповедника Арчи Иджамса (который ранее отказался от организованной религии). Пастор Иджамес был одним из первых, кто принял участие в социалистической коллективной программе Джонса. В 1959 году церковь присоединилась к Христианской Церкви (ученики Христа) и была переименована в Храм Народов Евангельской Христианской Церкви. Эта принадлежность была успешной попыткой поднять истощающееся членство и восстановить репутацию организации.
В феврале 1960 года Храм открыл столовую для бедных и расширил социальные услуги, включив помощь в аренде жилья, услуги по трудоустройству, бесплатные консервы, одежду и уголь для отопления зимой. Джонс и его жена помогли увеличить услуги по приготовлению супов в Храме в среднем до 2800 приёмов пищи в месяц.
Престиж Храма ещё более поднялся, когда Джонс был назначен в Комиссию по правам человека Индианаполиса.

### «Религиозный коммунизм»
Джонс много читал об «отце Божественном» (американском спиритуалисте), основателе движения за Международную миссию мира. Джонс и члены Храма посещали «Божественного» несколько раз, а также Джонс изучал его записи и записи его проповедей. Храм напечатал «Божественные» тексты для своих прихожан и начал проповедовать, что прихожане должны воздерживаться от секса и только усыновлять детей.
В 1959 году в своей проповеди в храме на Делавэр-стрит Джонс проверил новый пламенный риторический стиль, который использовал «Божественный». Речь также ознаменовала начало основной идеи Храма «мы против них». Джонс красноречиво рассказал в том, что дом Храма для престарелых был создан на основе «От каждого по способностям, каждому по потребностям», цитируя «Критику Готской программы» Карла Маркса. Он сделал это, зная, что его христианская аудитория признает сходство с текстом из Деяний Апостолов (4: 34-35), в котором говорится:
Не было между ними никого нуждающегося; ибо все, которые владели землями или домами, продавая их, приносили цену проданного и полагали к ногам Апостолов; и каждому давалось, в чём кто имел нужду.
Джонс неоднократно цитировал этот отрывок, чтобы изобразить Иисуса Христа коммунистом, в то же время нападая на большую часть текста Библии.
Храм начал ужесточать свою организацию, спрашивая у своих членов больше, чем в других церквях. Требовалось, чтобы прихожане проводили День Благодарения и Рождество с «семьёй» Храма, а не с кровными родственниками, начался процесс отлучения членов от семей и перенаправления их жизни на полную приверженность социальной и политической жизни Храма. Джонс начал предлагать сделку с социалистическим коллективом, который он назвал «религиозным коммунизмом», в рамках которого члены жертвовали свои материальные ценности Храму в обмен на Храм, отвечающий потребностям всех этих членов. Пастор Иджамес был одним из первых, кто это совершил.
Храму не удалось обратить большинство жителей Среднего Запада в коммунистические идеалы, даже когда они были замаскированы под религию. Восхищаясь свержением Батисты на Кубе Фиделем Кастро в 1959 году, Джонс отправился на Кубу в 1960 году, чтобы попытаться обратить бедных кубинских чернокожих в свою конгрегацию в Индиане, но план провалился.
Религиозное послание Храма в этот период перешло к переходу между атеизмом и тонким представлением о том, что Джонс был христоподобной фигурой.
В 1961 году Джонс заявил, что у него было видение Чикаго, попавшего под ядерную атаку. Он утверждал, что Индианаполис также будет уничтожен, убеждая помощников, что Храм должен был искать новое место.
В журнальной статье Esquire 1962 года перечислены девять самых безопасных мест для ядерной войны. Белу-Оризонти, Бразилия, возглавляет список из-за своего местоположения и атмосферных условий. Джонс путешествовал по Бразилии с 1962 по начало 1963 года. Он просил деньги у Храма, пока находился в Рио-де-Жанейро, но Храму не хватало средств для такого запроса из-за сокращения финансов в отсутствие Джонса. Джонс отправил проповедника, который был последователем в Бразилии, обратно в Индиану, чтобы помочь стабилизировать Храм.
Джонс вернулся в Индиану в 1963 году. Хотя он всегда говорил о добродетелях социального Евангелия, Джонс не раскрывал до конца 1960-х годов, что его Евангелие на самом деле было коммунизмом. К тому времени он открыто раскрывал в проповедях Храма свою концепцию «апостольского социализма». В течение этого периода Джонс проповедовал новым членам, что Святой Дух был внутри них, но целительная сила Джонса продемонстрировала, что он был особым проявлением «Христа Революции». Он также проповедовал, что Соединенные Штаты были антихристом, а капитализм — «системой антихриста».
Одной из основных отличительных особенностей его группы был её этнический состав. В её составе были представители самых разнообразных народов, в отличие от большинства религиозных групп Индианы того времени, где белые и чернокожие принадлежали к разным приходам. Этот факт был одной из причин недоброжелательного отношения людей к организации. Многие жители Индианы видели в «Храме народов» и деятельности организации ересь, и Джим Джонс, в силу этих причин, был вынужден переехать и обосноваться в Сан-Франциско.
После того как Джим Джонс со своими последователями подверглись сильной критике, «Храм народов» в 1965 году перебрался в Редвуд Велли в Калифорнии. В это время группа насчитывала около 80 человек. В основном это были представители национальных и расовых меньшинств, бедняки, наркоманы, проститутки, бездомные. Многих привлекали в организацию социальные программы «Храма народов», такие как бесплатная столовая для бедняков, детский сад, программа заботы о пожилых людях, бесплатное медицинское обслуживание, юридическая помощь в получении пособий.

## В Калифорнии (1965—1974)

### Переезд в Калифорнию
Джонс проповедовал о неизбежном ядерном холокосте, после чего выжившие избранные создадут новый социалистический рай на земле. В 1965 году он предсказал, что это произойдет 15 июля 1967 года. Соответственно, Джонс проповедовал, что Храм должен переместиться в долину Редвуд, штат Калифорния. В июле 1965 года Джонс привел приблизительно 140 членов, половина из которых были чёрными, в долину Редвуд и официально открыл там свою церковь. Добавление заместителя окружного прокурора Тимоти Стона значительно повысило авторитет Храма в этом районе, быстро увеличив членство.
Джонс начал высмеивать традиционное христианство как «религию отлетевшего» и отверг Библию как оправдание белых мужчин, чтобы доминировать над женщинами и порабощать цветных людей. Он написал брошюру, которую он будет распространять в Храме — «Письмо Килета», указывая на противоречия, нелепости и злодеяния в Библии. Джонс проповедовал, что «Божественный принцип» приравнивается к любви, а любовь приравнивается к социализму.

### Городская экспансия

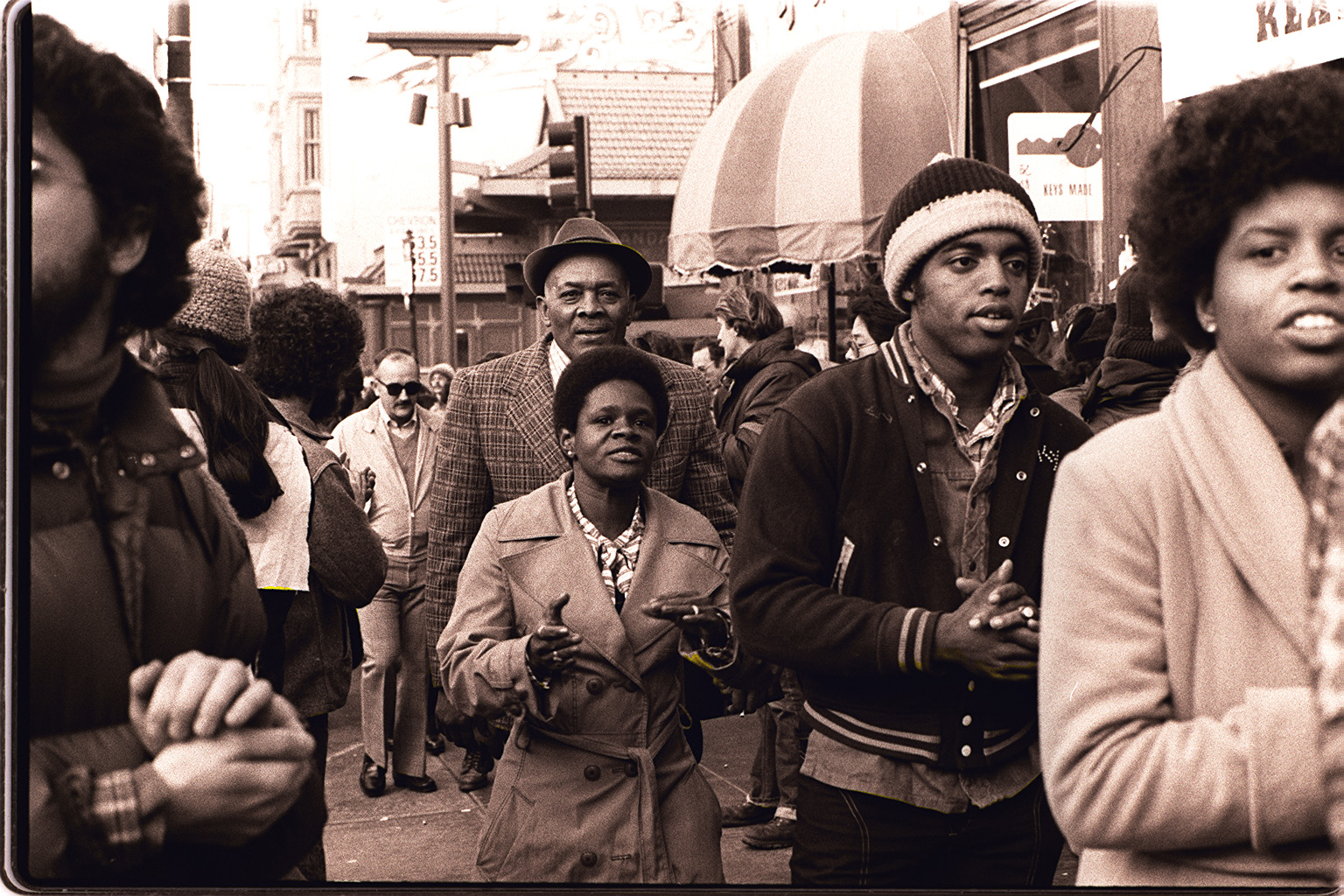
Члены Храма народов присутствуют на митинге против выселения в отеле International, Сан-Франциско, январь 1977 года

Из-за ограниченного расширения в районе долины Редвуд-Юкайа, в конечном счете, казалось необходимым переместить центр власти церкви в городской район. В 1970 году Храм начал проводить службы в Сан-Франциско и Лос-Анджелесе. Он создал постоянные объекты в этих городах в 1971 и 1972 годах соответственно.

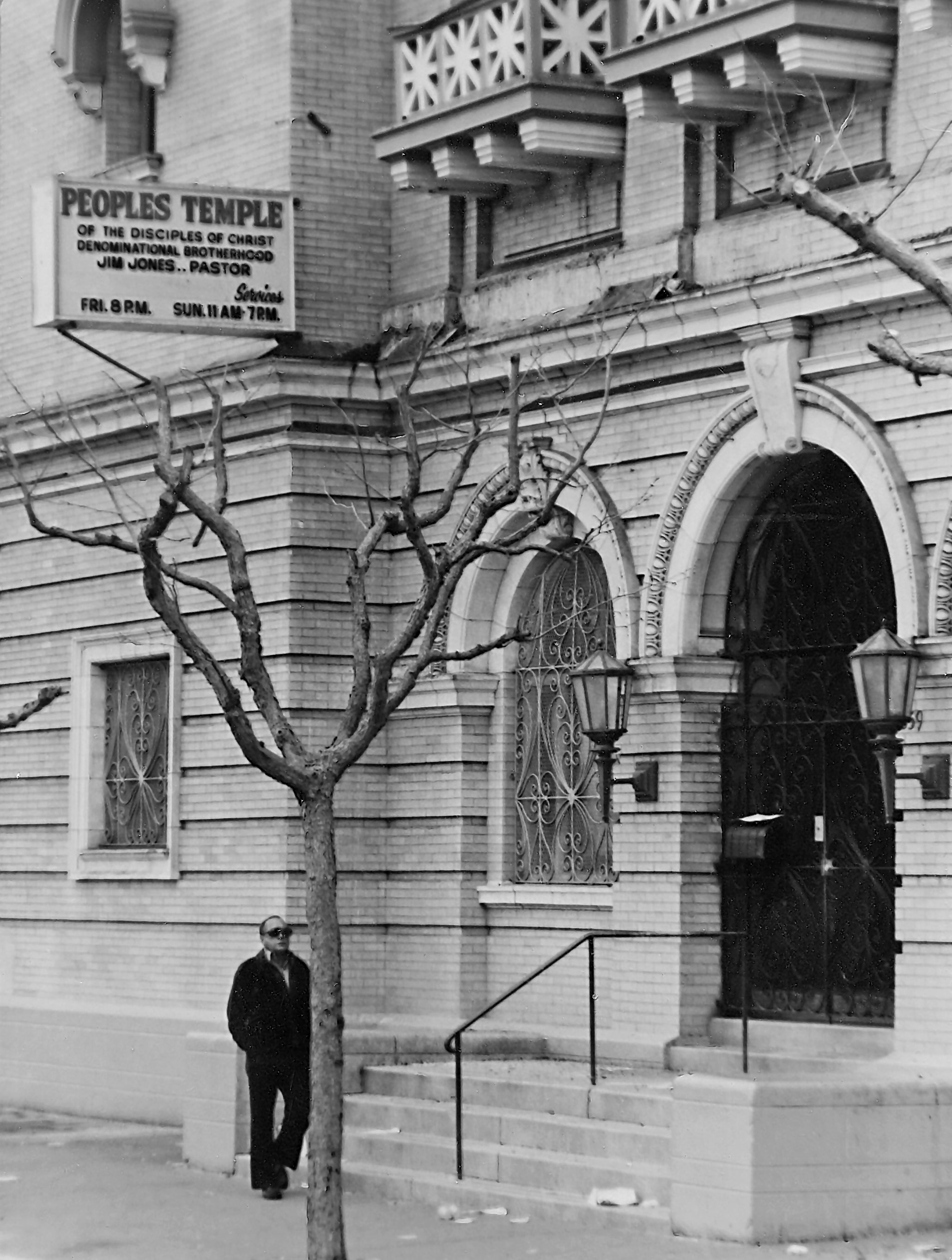
Штаб Храма народов, Сан-Франциско, 1978

К 1972 году Храм назвал долину Редвуд «материнской церковью» «политического движения по всему штату». С самого начала основной целью объекта в Лос-Анджелесе было набирать членов и служить промежуточной станцией для еженедельных поездок на автобусе через Калифорнию. Храм создал постоянный штат в Лос-Анджелесе и каждые две недели организовывал автобусные поездки в Лос-Анджелес. Значительная посещаемость и сборы в Лос-Анджелесе помогли поддержать завышенные требования членства в Храме. Объект в Лос-Анджелесе был больше, чем в Сан-Франциско. Его расположение на углу улиц Альварадо и Гувера обеспечило лёгкий доступ многим чернокожим из Уоттса и Комптона. Привлечение людей в Лос-Анджелесе и Сан-Франциско помогло увеличить число членов Храма Народов с нескольких сотен до почти 3000 человек к середине 1970-х годов. Позже, когда штаб-квартира Храма переместилась из долины Редвуд в Сан-Франциско, Храм убедил многих членов Лос-Анджелеса переехать на север в свою новую штаб-квартиру.
В середине 1970-х годов штаб-квартира секты переместилась в Сан-Франциско. После переезда она стала более политически активной. Поддержав на выборах мэра Сан-Франциско Джорджа Москоне, основатель секты получил высокий пост в городском муниципалитете. В отличие от других руководителей новых религиозных движений, Джим Джонс был вхож к высшим политическим и общественным деятелям страны — он несколько раз встречался с вице-президентом Уолтером Мондейлом и первой леди США Розалин Картер. Например на званом обеде в сентябре 1976 года в честь Джима Джонса присутствовали губернатор штата Джерри Браун и другие известные политики. В продолжение первой половины 1970-х годов «Храм народов» развился настолько, что имел в своем распоряжении девять домов престарелых, шесть общеобразовательных учреждений для детей; ежемесячник организации имел тираж 30 тысяч экземпляров. Кроме того, организация вела образовательную работу в молодёжном колледже Санта-Роса (англ. Santa Rosa Junior College).
С ростом числа членов организации возникло множество проблем, связанных с родственниками людей, решивших связать свою жизнь с «Храмом народов». Против организации стали выдвигаться судебные иски, обвиняющие «Храм народов» в зомбировании людей. В прессе появились публикации, называющие организацию «деструктивным культом», рассказывающие о насильном удержании её членов в рядах организации, о том, что Джонс подавляет волю людей, обманом вымогает у них денежные средства; о том, что в организации распространена жестокая практика наказаний за провинности. Родственники членов «Храма народов» старались добиться от федерального правительства тщательного расследования деятельности Джонса. В связи с этим Джим Джонс принял решение покинуть Соединённые Штаты.

### Организационная структура
Хотя в некоторых описаниях Храма Народов подчеркивается самодержавный контроль Джонса над деятельностью Храма, на самом деле Храм обладал сложной структурой лидерства с властью принятия решений, неравномерно распределенной среди его членов. Внутри этой структуры члены Храма невольно и постепенно подвергались сложным методам контроля сознания и изменения поведения, заимствованным из послереволюционного Китая и Северной Кореи. Храм четко определил психологические границы, которые «враги», такие как «предатели» Храма, пересекали на свой страх и риск. В то время как секретность и осторожность, которые требовал Джонс при наборе, привели к снижению общего членства, они также помогли ему способствовать поклонению себе, как «окончательному социалисту».
В 1970-х годах Храм установил более формальную иерархию для своей социалистической модели. Вверху находился Храмовый Посох — группа избранных белых женщин с высшим образованием, которые выполняли самые важные миссии Храма. Они обязательно приспосабливались к философии «цель оправдывает средства». Первой участницей была Сэнди Брэдшоу — социалистка из Сиракьюс, штат Нью-Йорк. Среди других были Кэролайн Лейтон — коммунистка с 15 лет, у которой был ребёнок от Джонса; Шарон Амос, которая работала в отделе социальных служб; Патти Картмелл — секретарь Джонса и Тери Буфорд — бывшая контрактница военно-морского флота, ставшая пацифисткой. Группу часто презирали как элитарную в организации Храма и рассматривали как тайную полицию.
Комиссия по планированию храма была её руководящим советом. Членство быстро увеличилось с 50 до более 100. В течение недели члены собирались на встречи в различных местах долины Редвуд, иногда до рассвета. Комиссия по планированию несла ответственность за повседневную деятельность Храма, включая принятие ключевых решений, финансовое, юридическое планирование и надзор. Комиссия по планированию работала над различными другими комитетами. Такими как Комитет по диверсиям, который выполнял такие задачи, как написание огромного количества писем политикам от вымышленных людей, отправленных по почте из различных мест по всему США, и Комитета Миртлса, который предпринял действия против перебежчиков Ал и Джинни Миллс.
Группа рядовых членов, которых посторонние называли «войсками», состояла из представителей рабочего класса, которые были чернокожими на 70-80 %. Они расставляли стулья для встреч, заполняли ящики для подношений и выполняли другие задачи. Многие из них были привлечены квази-социалистическим подходом Храма. Как из-за политических предложений Храма, так и потому, что очень страстные общины Храма все ещё практиковали знакомые формы евангельских молитв и чёрных евангелий. Джонс также окружил себя несколькими десятками в основном белых, привилегированных членов в возрасте от двадцати-тридцати, которые имели навыки в области права, бухгалтерского учёта, ухода за больными, преподавания, музыки и администрирования. Эта последняя группа занималась связями с общественностью, финансовыми обязанностями и более рутинными делами, в то же время получая зарплату за хорошо оплачиваемую работу вне дома.

### Вербовка, исцеление верой и сбор средств
Храм использовал от десяти до пятнадцати автобусных крейсеров типа Greyhound, чтобы каждую неделю перевозить участников вверх и вниз по калифорнийским автострадам для вербовки и сбора средств. Джонс всегда ехал на автобусе номер семь, в котором находились вооружённые охранники и специальная секция, обшитая защитными металлическими пластинами. Он сказал членам церкви, что Храм не будет беспокоиться о планировании поездки, если не сможет собрать 100 тыс. долларов, а цель Храма — получать ежегодный чистый доход от поездок на автобусе в размере 1 млн долларов.
Начиная с 1970-х годов, автобусный караван также ежеквартально путешествовал по Соединенным Штатам, в том числе в Вашингтон (округ Колумбия). В июне 1973 года представитель Джорджа Брауна-младшего внёс в Хронологию Конгресса длинное и хвалебное описание Храма. Газета «Вашингтон пост» опубликовала статью от 18 августа 1973 года, в которой говорилось, что посетители Храма стали победителями в номинации «туристы года», потратив час на уборку территории Капитолия. Храм распространял брошюры в городах по маршруту поездок по сбору средств, хвастаясь доблестью Джонса в «духовном исцелении», не упоминая марксистские цели Храма. Остановки включали крупные города, такие как Хьюстон, Детройт и Кливленд. Члены храма притворялись местными жителями и действовали как подставное лицо в различных фальшивых исцелениях и «откровениях». Местные зрители не понимали, что они были в меньшинстве в аудитории. Еженедельная выручка от пожертвований и услуг исцеления составляла от 15 000 до 25 000 долларов в Лос-Анджелесе и от 8 000 до 12 000 долларов в Сан-Франциско. Были небольшие сборы от поездок вокруг «материнской церкви» в долине Редвуд.
Храм также учредил «Истинные предприятия» — филиал прямой почтовой рассылки, который ежемесячно рассылал от 30 000 до 50 000 почтовых отправлений людям, которые посещали храмовые службы или писали в Храм после прослушивания радиопостановок Храма. Пожертвования были отправлены со всей континентальной части Соединённых Штатов, Гавайев, Южной Америки и Европы. В дополнение к получению пожертвований, Храм продавал безделушки, такие как части одежды Джонса, лечебное масло, Храмовые кольца, цепочки для ключей и медальоны. В пиковые периоды доход от почтовой программы составлял от 300 до 400 долларов в день. Это даже удивляло Джонса.
Хотя Джонс ранее просил членов Храма уничтожить его фотографии, потому что он не хотел, чтобы члены Храма поклонялись ему, как католики «поклонялись гипсовым статуям». Джинни и Аль Миллс (которые впоследствии ушли в отставку) убедили Джонса продавать помазанные и благословенные фотографии, чтобы собрать деньги. Джонс беспокоился, что «когда-нибудь меня поймают за мошенничество». В 1973 году Храм также сформировал «Братские записи» — дочернюю компанию, которая выпускала записи из «Большого межрасового молодёжного хора и оркестра».

### Размер и объём
Несмотря на преувеличенные требования Храма о 20 000 или более прихожан, один источник утверждает, что его наибольшее фактическое зарегистрированное членство было около 3000. Тем не менее, 5000 фотографий отдельных членских карточек были обнаружены в записях Храма после его роспуска. Независимо от своего официального членства, Храм также регулярно привлекал 3000 человек только на свои службы в Сан-Франциско. Особый интерес для политиков вызвала способность Храма привлекать 2000 человек для работы или посещения в Сан-Франциско только за шесть часов.
К середине 1970-х годов, помимо своих мест в Редвуд-Валли, Лос-Анджелесе и Сан-Франциско, Храм Народов создал спутниковые общины почти в дюжине других калифорнийских городов. Джонс упомянул места в Сан-Франциско, Юкайа, Лос-Анджелесе, Бейкерсфилде, Фресно и Сакраменто. Храм также содержал филиал, программу обучения в колледже и общежитии колледжа Санта-Роза.
В то же время Джонс и его церковь заработали репутацию при помощи беднейшим жителям города, особенно расовым меньшинствам, наркоманам и бездомным. Храм Народов установил прочные связи с системой социального обеспечения штата Калифорния. В 1970-х годах Храм Народов владел и управлял по меньшей мере девятью домами престарелых, шестью домами для приемных детей и лицензированным государством ранчо площадью 40 акров (160 000 м²) для лиц с ограниченными возможностями в развитии. Элита Храма занималась страховыми претензиями членов и юридическими проблемами, эффективно выступая в качестве группы защиты интересов клиентов. По этим причинам социолог Джон Холл описал Храм Народов как «харизматическую бюрократию», ориентированную на Джонса, как харизматического лидера, но функционирующую, как бюрократическая организация социального обслуживания.

### Серия Кинсловинга
В 1972 году «Ревизор из Сан-Франциско» и «Индианаполис Стар» представили первые четыре части рассказа о Храме, состоящего из семи частей, Лестера Кинсолвинга, его первого публичного разоблачения. Кинсолвинг рассказал о нескольких аспектах церковных дел, о своих исках об исцелении и о ритуале Джонса бросать Библии в церкви, крича: «Эта чёрная книга удерживает вас, люди, на протяжении 2000 лет. Она не имеет силы». Храм пикетировал «Ревизора», кричал на редактора в машине (сидящим между крепкими охранниками Храма «Красная Бригада») и угрожал исками за клевету. Обе газеты отменили серию после четвёртой из семи частей. Вскоре после этого Джонс выделил гранты газетам в Калифорнии с заявленной целью поддержки Первой поправки к Конституции США.

### Дезертирства
Иногда происходили побеги. В 1973 году, когда восемь в основном молодых членов, известных как «Банда восьми», сбежали вместе. Так как «Бригада восьми» знала о зловещих угрозах для потенциальных членов, они подозревали, что Джонс отправит поисковую группу, чтобы найти их. Их опасения подтвердились: Джонс использовал несколько групп поиска, в том числе одно сканирование шоссе с арендованного самолёта. «Бригада восьми» везла три грузовика с грузом огнестрельного оружия в Канаду, избегая наблюдения за американским шоссе 101. Поскольку они опасались везти огнестрельное оружие через границу между Канадой и США, «Банда восьми» вместо этого отправилась на холмы Монтаны, где они написали длинное письмо, документирующее их жалобы.
Бывший член Храма Джинни Миллс позже написала, что Джонс вызвал 30 членов к себе домой и с недоверием заявил, что в свете дезертирства «Банды восьми» мы все должны убить себя и оставить записку, в которой говорится, что из-за преследования социалистическая группа не может существовать в настоящее время. Джонс пришел в ярость, размахивая пистолетом на заседании комиссии по планированию, угрожая потенциальным перебежчикам и называя «банду восьми» «троцкистскими перебежчиками» и «революционерами Coca-Cola». Хотя Храм не выполнил план самоубийства, описанный Джонсом, он проводил фальшивые ритуалы самоубийства в последующие годы.

## Расцвет (1974—1978)

### Храм в Сан-Франциско

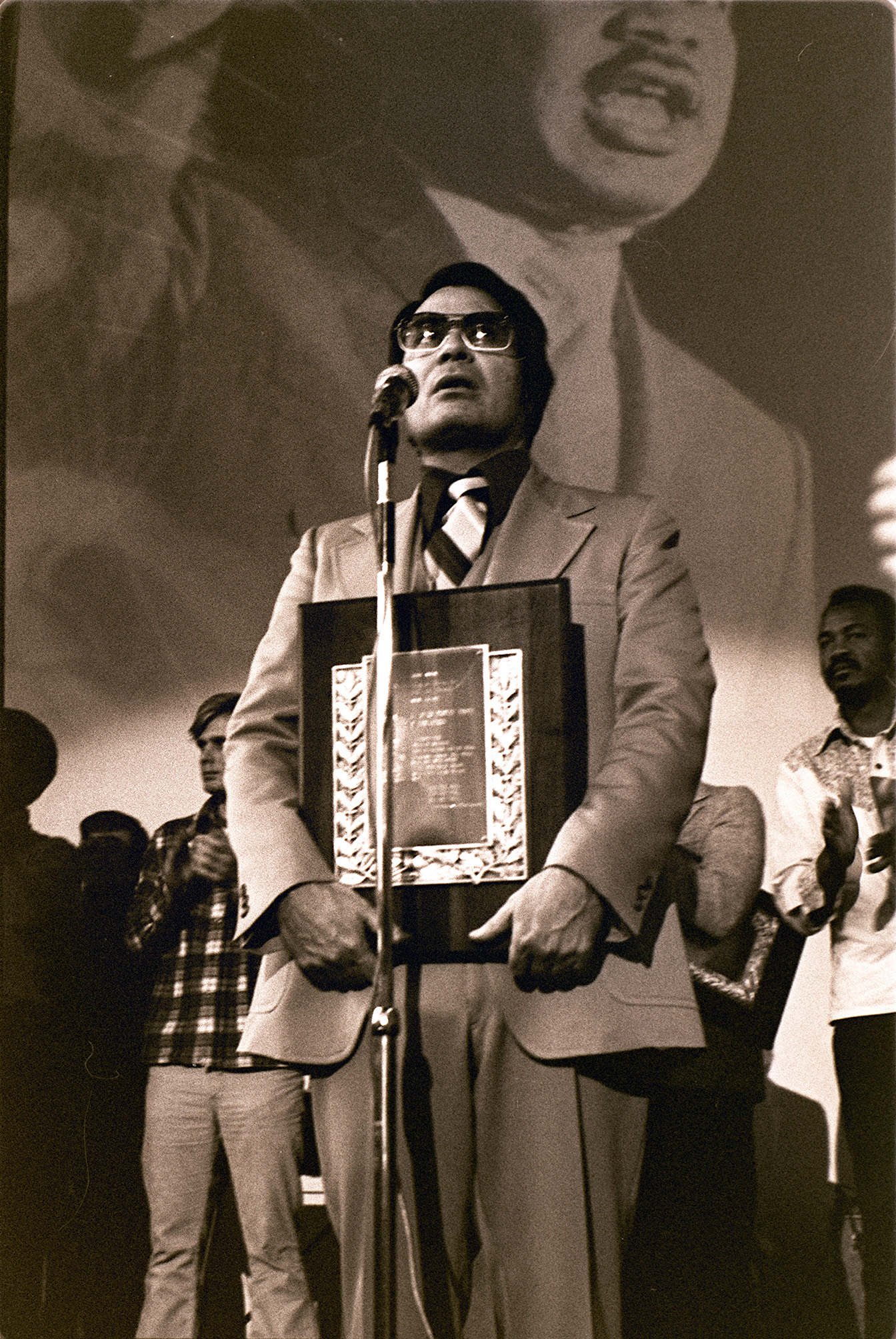
Преподобный Джим Джонс получает гуманитарную награду Мартина Лютера Кинга-младшего в Мемориальной церкви Glide в Сан-Франциско, январь 1977 года

Переезд в Сан-Франциско позволил Джонсу вернуться к городской вербовке и приобрел более политический смысл, поскольку позволил Храму показать свои истинные политические мотивы. К весне 1976 года Джонс открыто признавался даже посторонним, что он был атеистом. Несмотря на опасения Храма о том, что Налоговое управление США (IRS) расследует освобождение от религиозных налогов, к 1977 году жена Джонса, Марси, призналась The New York Times, что Джонс был привлечён к религии не из-за веры, а потому, что это служило цели социальных изменений через марксизм. Она заявила, что ещё в 18 лет, когда он наблюдал, как его кумир Мао Цзэдун побеждает националистов в гражданской войне в Китае, Джонс понял, что путь к социальным изменениям в Соединённых Штатах заключается в мобилизации людей через религию. Она призналась, что «Джим использовал религию, чтобы попытаться вывести некоторых людей из опиата религии», и швырнула Библию на стол, крича: «Я должна уничтожить этого бумажного идола!»
С переездом в Сан-Франциско Храм все больше подчеркивает, что его члены живут в общине. В нём подчеркивалась физическая дисциплина сначала детей, а затем и взрослых Храм в Сан-Франциско также тщательно проверял новичков в ходе обширного процесса наблюдения..
Храм отличался от большинства новых религиозных движений своим открыто политическим посланием. Он объединил эти подлинные политические симпатии с ощущением, что он может помочь получить большое количество голосов, чтобы заручиться поддержкой ряда видных политиков. Джонс сообщил, что после переезда в Сан-Франциско он заинтересовался политикой, и правовые изменения укрепили политические группы, такие как Храм.
После того, как Храм мобилизовал добровольцев и избирателей, сыгравших важную роль в победе Джорджа Москоне на выборах в 1975 году, Москоне назначил Джонса председателем Комиссии жилищного управления Сан-Франциско. Джонс и Храм получили поддержку, среди прочих, губернатора Джерри Брауна, вице-губернатора Мервина Дималли, члена парламента Вилли Брауна, мэра Сан-Франциско Джорджа Москоне, Арт-Агноса и Харви Милка. Вилли Браун много раз посещал Храм и публично выступал в поддержку Джонса, даже после расследований и подозрений в культовой деятельности
После своего роста в политических кругах Сан-Франциско Джонс и Москон встретились в частном порядке с кандидатом в вице-президенты Уолтером Мондейлом в Сан-Франциско за несколько дней до президентских выборов 1976 года. Джонс также встречался с первой леди Розалин Картер несколько раз, включая частный ужин, и переписывался с ней.
Джонс использовал свою должность в Жилищном управлении, чтобы возглавить борьбу против выселения жильцов из I-отеля Сан-Франциско. Далее Храм заключил союз с издателем Сан-Франциско Sun Reporter Карлтоном Гудлеттом и часто получал благоприятные упоминания в этом издании. Он также часто получал благоприятные отзывы от обозревателя «Хроники Сан-Франциско» Херба Кана и других местных газетных и телевизионных репортеров.

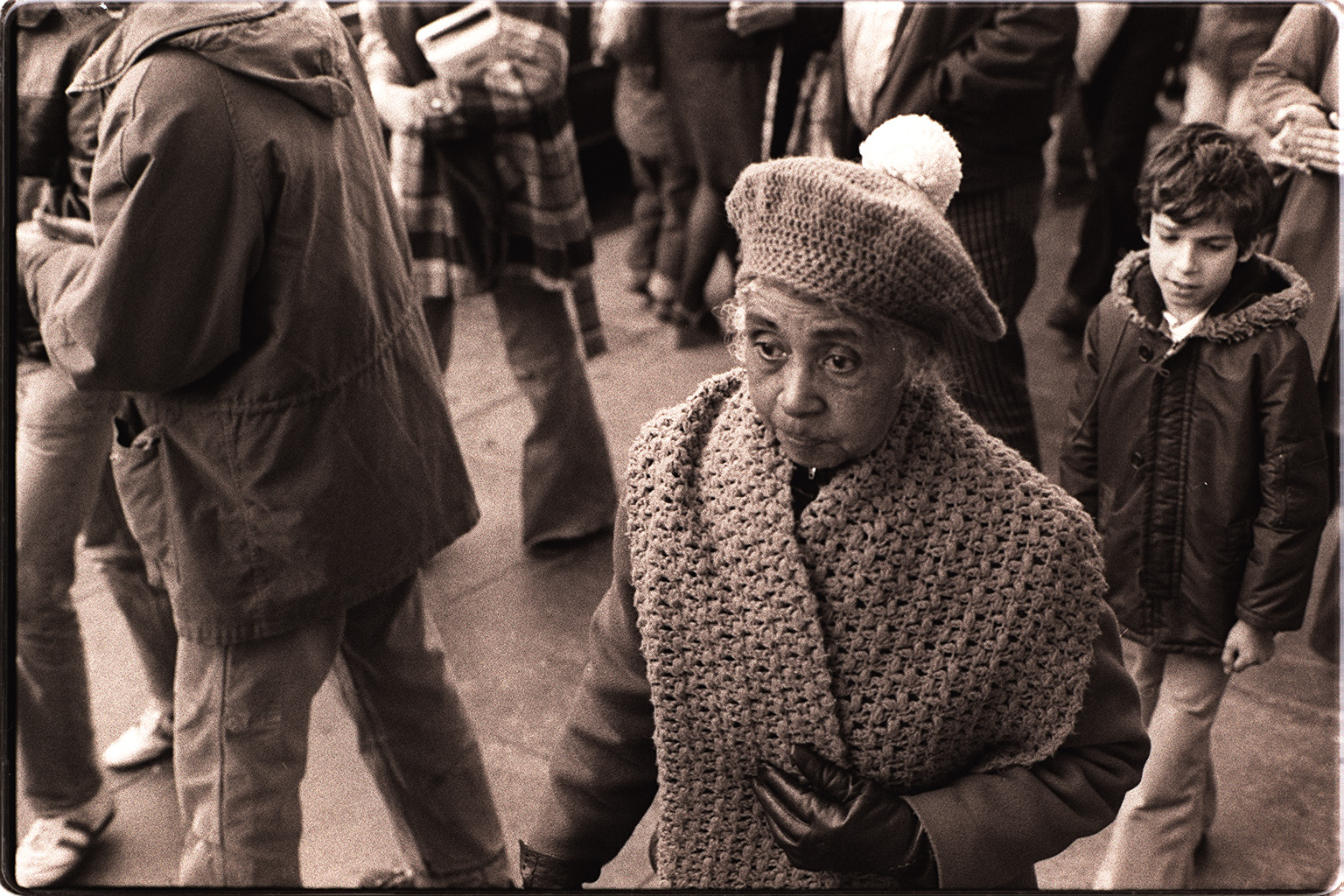
Членами Храма Народов были как пожилые, так и молодые люди. Хейзел Дашил, с Марком Филдсом на митинге против выселения в китайском квартале Сан-Франциско, 1977

Храм вызвал подозрения полиции после того, как Джонс похвалил радикальную группу — Симбионистскую армию освобождения, и её лидеры посетили собрания храма в Сан-Франциско. Дополнительные подозрения были высказаны после дезертирства Джойс Шоу и смерти вскоре после её мужа, Боба Хьюстона. После нарастания напряженности между Храмом и Нацией ислама в Сан-Франциско, группа провела большой «духовный» юбилей в конференц-центре Лос-Анджелеса, на котором присутствовали тысячи, в том числе видные политические деятели, чтобы погасить конфликт.
В то время как Храм создавал медиа-альянсы, переезд в Сан-Франциско также открыл группу для изучения СМИ в Сан-Франциско. Когда Джонс и сотни членов Храма бежали в Гайану после расследования СМИ, мэр Москоне выпустил пресс-релиз, в котором говорилось, что мэрия не будет расследовать деятельность Храма. В это время Харви Милк выступал на политических митингах в Храме Народов и писал письмо президенту Картеру после начала расследования, восхваляя Джонса и заявляя, что лидер тех, кто пытается вытащить родственников из Джонстауна, рассказывает «дерзкую ложь».

## Массовое убийство или самоубийство в сельскохозяйственной коммуне Джонстаун
В 1974 году Храм Народов подписал договор об аренде земли в Гайане, площадью 3852 акра (15,59 квадратных километра). Сообщество, созданное на этом участке, называлось Сельскохозяйственным проектом Народного храма, или, неофициально, «Джонстаун». В начале 1977 года в нём проживало всего 50 человек.
Джонс видел в Джонстауне и «социалистический рай», и «убежище» от проверки средств массовой информации, которая началась со статей Кинсолвинга. Бывший член Храма Тим Картер сказал, что Храм переехал в Джонстаун, потому что «в 74 году то, что мы видели в Соединенных Штатах, было ползучим фашизмом» Картер объяснил: «Было очевидно, транснациональные корпорации становятся намного больше, их влияние растет в правительстве, а Соединенные Штаты — расистское место». Также он сказал, что Храм заключил, что Гайана была «местом в чёрной стране, где наши темнокожие члены могли жить в мире», «это было социалистическое правительство», и это была «единственная англоязычная страна в Южной Америке».
Усиление контроля со стороны СМИ, основанное на заявлениях бывших членов, оказало дополнительное давление на Джонса, особенно после статьи 1977 года Маршалла Килдаффа в New West Magazine. Незадолго до публикации редактор Розали Райт позвонила Джонсу, чтобы прочитать ему статью. Райт объяснила, что она делала это только перед публикацией из-за «всех писем поддержки, которые мы получили на ваше имя от губернатора Калифорнии (Джерри Брауна)» и других. Ещё во время разговора по телефону, слушая обвинения, содержащиеся в статье, Джонс написал записку членам Храма, находящимся в комнате с ним, в которой говорилось: «Мы уходим сегодня вечером. Сообщите Джорджтауну (Гайана)».
После того, как Джонс уехал в Гайану, он призвал членов Храма следовать за ним туда. Население выросло до более чем 900 человек к концу 1978 года. Тем, кто переехал туда, обещали тропический рай, свободный от предполагаемого зла внешнего мира.
В Джонстауне члены «Храма народов» занимались очисткой и облагораживанием территории, выращиванием сельскохозяйственных культур. В посёлке были построены: лесопилка, клуб, детский сад, ясли. Жители посёлка достаточно много работали (по 11 часов в сутки), по вечерам они устраивали собрания или обучались.
О реальной жизни рядовых членов движения в посёлке существуют противоречивые мнения. За время существования посёлка его посетило множество людей, и оставило преимущественно положительные отзывы о быте обитателей Джонстауна. На магнитофонных записях ежевечерних собраний, которые делал Джонс, слышны шутки, смех, что подтверждало эти отзывы. Однако некоторые из бывших поселенцев заявляли о многочисленных нарушениях прав человека в Джонстауне, пытках, суровых телесных наказаниях за провинности, наркотической зависимости Джонса и его окружения.
17 ноября 1978 года Лео Райан — американский конгрессмен из района Сан-Франциско, расследующий заявления о жестоком обращении в Храме народов, посетил Джонстаун. Во время визита Райана несколько членов Храма выразили желание уехать с ним, и 18 ноября они сопровождали Райана на местную взлётно-посадочную полосу в Порт-Кайтуме. Там их перехватили самозваные охранники Храма, которые открыли огонь по группе, убив Райана, трёх журналистов и одного из перебежчиков. Несколько секунд стрельбы из инцидента были запечатлены на видео Бобом Брауном, одним из журналистов, убитых в результате нападения.
В тот вечер, в Джонстауне, Джонс приказал собранию выпить ароматизированный напиток Flavor Aid со вкусом винограда, смешанный с цианидом. Двое сектантов покончили жизнь самоубийством, находясь в другом городе Гайаны — Джорджтауне, предварительно зарезав двух своих детей.

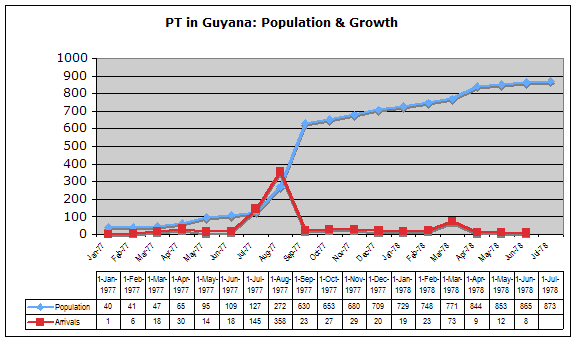
Прирост населения Джонстауна
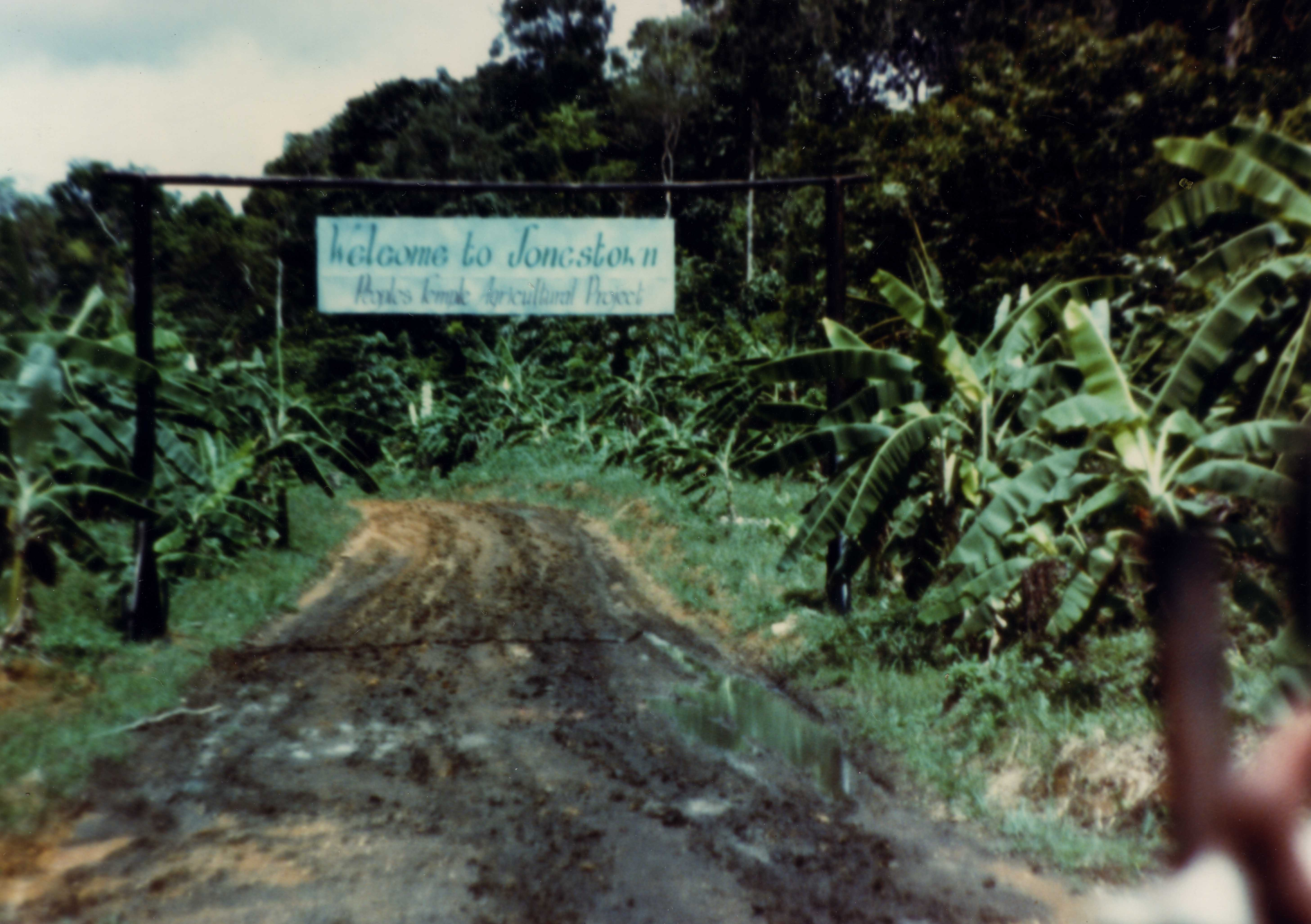
Вход в Джонстаун
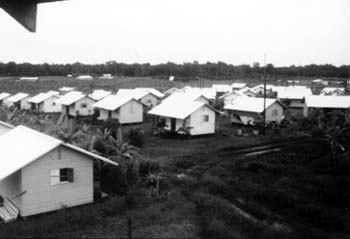
Дома в Джонстауне
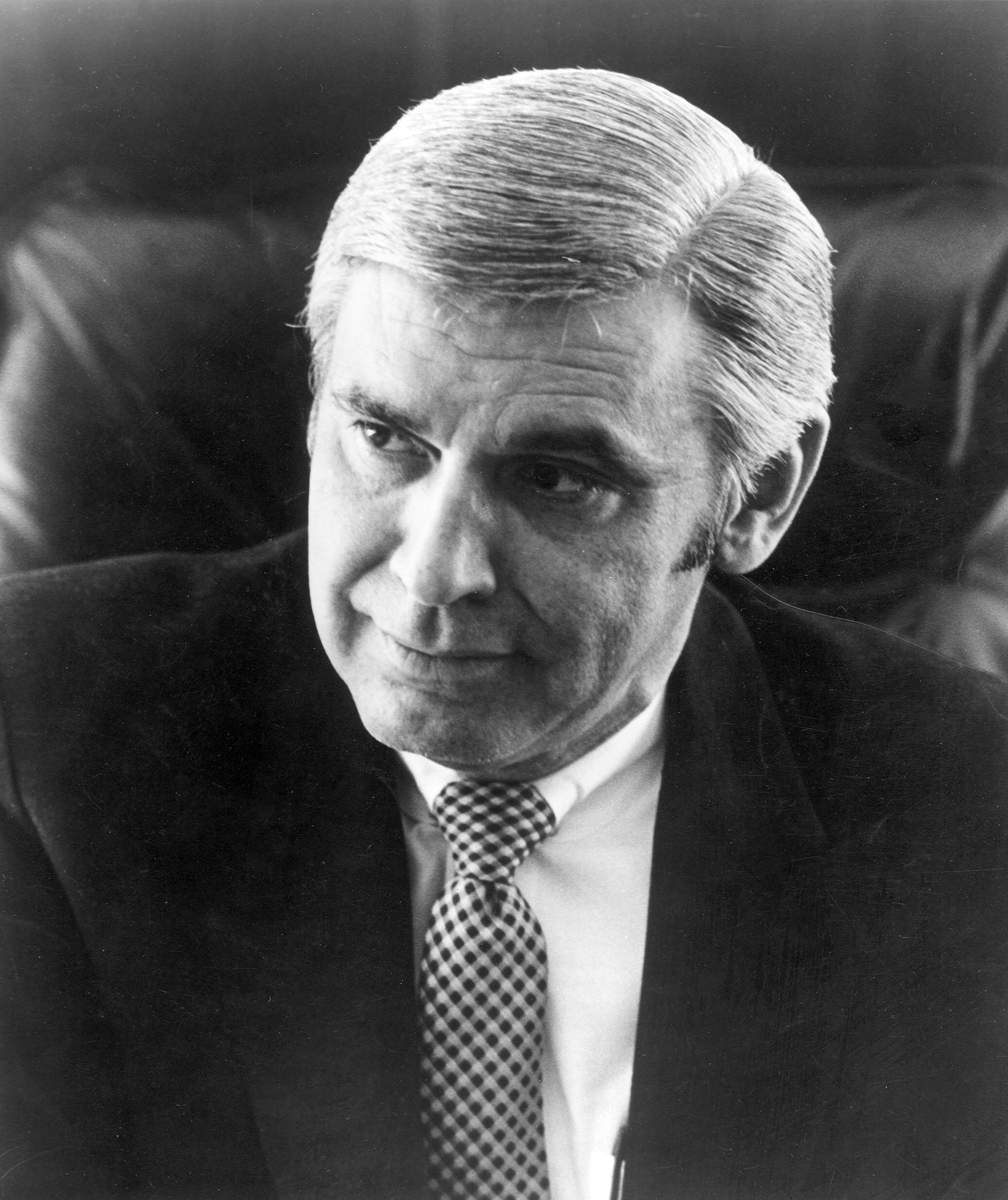
Конгрессмен Лео Райан

## Последствия

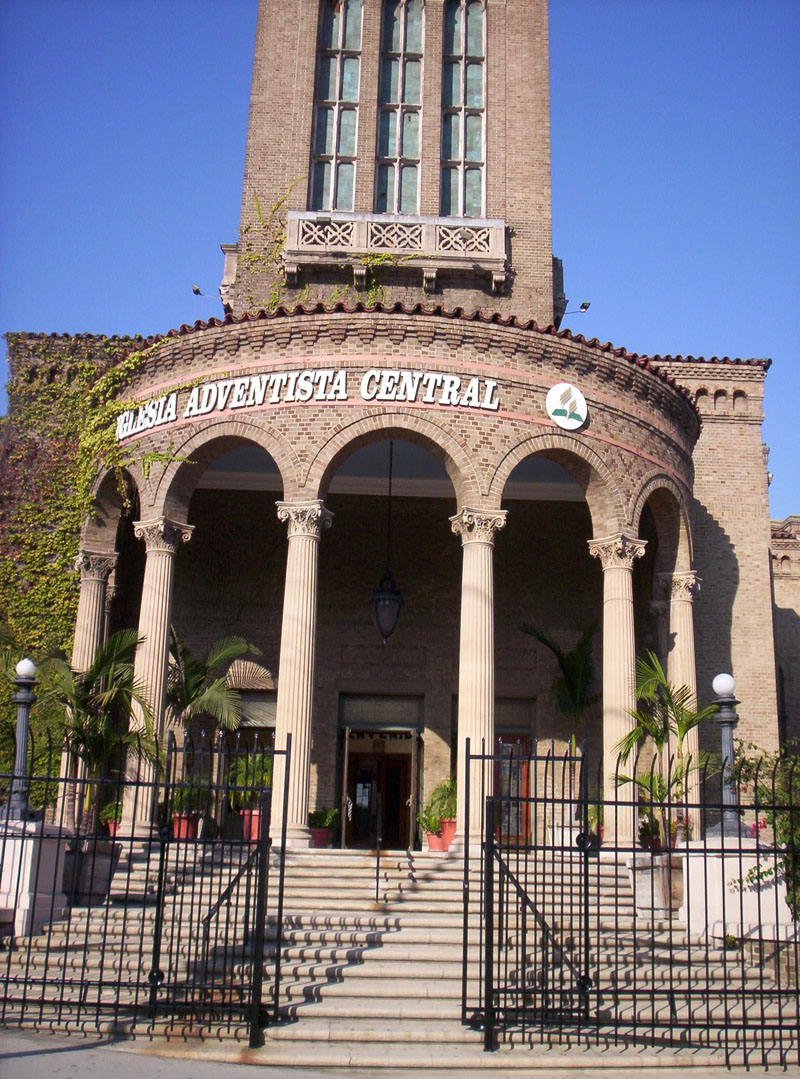
Храм на ул. Св. Альварадо, 1366, Лос-Анджелес

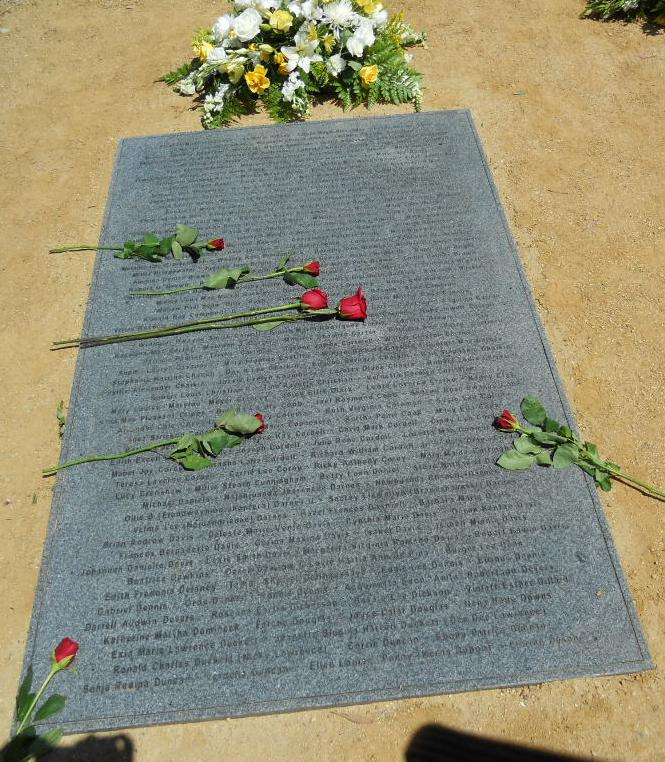
Одно из трёх надгробий мемориального комплекса, посвящённый погибшим в Джонстауне, Окленд, штат Калифорния, США

Всего погибло 918 человек, в том числе 276 детей. По версии официального расследования они совершили т. н. «революционное самоубийство». Это была самая большая потеря американских гражданских лиц в результате преднамеренного акта до событий 11 сентября 2001 года. Это число включает в себя четырёх, которые умерли в штаб-квартире Храма в Джорджтауне в ту ночь.
Штаб-квартира Храма в Сан-Франциско подверглась осаде со стороны национальных средств массовой информации и родственников жертв Джонстауна. Массовое самоубийство стало одним из самых известных событий в истории США, измеренным опросом Гэллапа, и появлялось на обложках нескольких газет и журналов, в том числе Time, в течение нескольких месяцев.
Кроме того, согласно различным сообщениям прессы, после самоубийств в Джонстауне, выжившие члены Храма в США объявили о своих опасениях стать жертвой «ударной группы» выживших в Джонстауне. Аналогичным образом, в 1979 году Ассошиэйтед Пресс сообщило о заявлении помощника Конгресса США о том, что «120 белых убийц с промытыми мозгами вышли из Джонстауна в ожидании кодового слова, которое активирует их деятельность».
Инсайдер Храма Майкл Прокс, которому было приказано доставить чемодан, содержащий средства Храма для передачи Коммунистической партии Советского Союза, покончил жизнь самоубийством в марте 1979 года, через четыре месяца после инцидента в Джонстауне. В дни, предшествовавшие его смерти, Прокс направил записки нескольким людям вместе с 30-страничным манифестом, которое он написал о Храме Народов. Херб Кан перепечатал один экземпляр в своей хронике в Сан-Франциско. Затем Прокс организовал пресс-конференцию в Модесто, штат Калифорния, во время которой он зачитал заявление для восьми присутствовавших журналистов. Затем он извинился, отошёл в туалет и застрелился.
До трагедии член храма Паула Адамс вступала в романтические отношения с послом Гайаны в США — Лоуренсом «Бонни» Манном. Адамс позже вышла замуж за Манна. 24 октября 1983 года Манн застрелил Адамс и ребёнка пары, а затем застрелился сам. Дезертировавший член Гарольд Корделл потерял 20 членов семьи в вечер отравления. Семья Боги, которая также дезертировала, потеряла свою дочь Марили (18 лет), в то время как перебежчик Вернон Госни потерял своего сына Марка (5 лет).
Массовое самоубийство Храма Народов помогло внедрить в общественное мнение идею о том, что все новые религиозные движения деструктивны. Старший научный сотрудник социолог Оксфордского университета Брайан Р. Уилсон возражает против этой точки зрения, указывая, что только пять таких событий произошли в сходных религиозных группах: Ветвь Давидова, Солнечный Храм, Аум Синрикё и Небесные Врата.
Существовала очевидно не соответствующая действительности версия, получившая поддержку в соцстранах, что члены коммуны погибли в результате спецоперации, последовавшей за убийством конгрессмена. Основанием для таких утверждений послужила противоречивая информация с места трагедии (что не является редкостью в расследованиях разных дел), трёхдневная задержка с началом расследования смертей, в ходе которого, вопреки американским законам, даже не было осуществлено вскрытие тел всех жертв трагедии, которое, однако, только затянуло бы дело. Выборочное обследование части тел, проведенное главным патологоанатомом Гайаны доктором С. Л. Муту, дали ему основания для категорического утверждения, что большинство погибших (не менее 700) были убиты, что также не противоречит официальной версии, по которой несогласных убивали сторонники Джонса. Об этом же на пресс-конференции в г. Модесто 13 марта 1979 заявил объявивший себя тайным осведомителем ЦРУ член Храма М. Прокс.

### Банкротство и роспуск
В конце 1978 года Храм объявил о банкротстве, и его активы были переданы во внешнее управление. В свете судебных процессов 4 декабря 1978 года адвокат компании Чарльз Гарри подал прошение о роспуске Храма Народов. Прошение было удовлетворено в Верховном суде Сан-Франциско в январе 1979 года. Несколько членов Храма оставались в Гайане до мая 1979 года, чтобы завершить дела, а затем вернулись в США.
Здания храма в Лос-Анджелесе, Индианаполисе и долине Редвуд не повреждены, и некоторые из них используются церковными общинами. Центрально-испанская церковь адвентистов седьмого дня находится в бывшем здании храма в Лос-Анджелесе, на улице Альварадо, 1366.
После трагедии посёлок Джонстаун на долгое время превратился в город-призрак, в середине 1980-х годов был практически полностью разрушен в результате пожара. Земля, на которой находятся руины поселения, никем не используется из-за своей мрачной славы.
Бывшая штаб-квартира храма в Сан-Франциско (бульвар Гири в 1859 году) была разрушена во время землетрясения в Лома Приета в 1989 году. Так как владелец не пожелал восстанавливать здание, оно было разрушено. В конце 1990-х годов Почтовая служба США открыла на этом месте почтовое отделение. В здании организации в Индианаполисе теперь располагается театр «Феникс» (англ. Phoenix Theatre).
Комитет по иностранным делам Палаты представителей хранит 5000 страниц материалов, связанных с Храмом. За последние три десятилетия запросы на свободу информации от нескольких лиц, направленные на раскрытие этой информации, были безуспешными.
В начале 1979 года «Храм народов» был официально запрещён в США как деструктивный культ. Происшествие в Джонстауне на долгое время снизило репутацию различных культов и новых религиозных течений в США. Конгрессмен Лео Райан был посмертно награждён Золотой медалью Конгресса в 1983 году.
Владельцы здания бывшего похоронного бюро в американском городе Довер 8 августа 2014 года обнаружили в нём 38 контейнеров с кремированными останками девяти жертв массового ритуального самоубийства. Установить связь погибших с событиями в Джонстауне помогли найденные в здании свидетельства о смерти. После опознания тела были доставлены в крупнейший в США морг расположенный на военной базе в Довере.

## Отношения с СССР
Джонс и его единомышленники неоднократно высказывали свои симпатии Советскому Союзу. В интервью, данном корреспонденту ТАСС, побывавшему в посёлке, Джонс заявил, что он выбрал для поселения Гайану, потому, что это страна социалистической ориентации.
В декабре 1977 года члены коммуны Дебора Тушет, Шэрон Амос и Майкл Прокс имели беседу с консулом посольства СССР в Гайане Фёдором Тимофеевым в Джонстауне. Гости передали ряд документов коммуны, спустя неделю жена Джонса — Марселина — рассказала историю создания организации и то, что несмотря на их переезд из США, коммуну продолжают преследовать.
В коммуне стали распространяться слухи о скором переезде общины в СССР.
17 марта 1978 года коммуна направила Тимофееву письмо, с прошением о переносе денежных средств.
19 марта было послано ещё одно письмо с ещё более настоятельной просьбой.
20 марта делегация из Джонстауна посетила посольство СССР и дала знать о своём намерении просить у СССР политического убежища, а также о желании разместить в Госбанке СССР значительные денежные средства организации, принять советское гражданство и переехать в СССР. Это заявление озадачило дипломатов, и они немедленно занялись обсуждением данного вопроса с Москвой, которая рекомендовала, для начала, отправить в Советский Союз делегацию от «Храма народов».
18 сентября пришло ещё одно письмо[какое?].
27 сентября Фёдор Тимофеев и врач посольства Н. Фёдоровский приехали в Джонстаун, чтобы сообщить о решении, принятом в Москве, после чего все члены коммуны окончательно поверили в скорый переезд. Для решения практических вопросов переселения был намечен визит Джонса в СССР в конце ноября — начале декабря этого года. 25 октября 1978 года от коммуны пришло письмо с поздравлениями в честь 61-й годовщины Октябрьской революции.

## В культуре
- х/ф «Вуаль[англ.]» (2016)[источник не указан 2075 дней]
- х/ф «Три дня в Джонстауне» (2007)
- д/ф из цикла «Секунды до катастрофы» — серия «Джонстаунская секта самоубийц» (2012).
- «Американская история ужасов» (American Horror story), 7 сезон, серия 9 «Пей Кул-Эйд[англ.]» (2017).
- «Jonestown Slumber Party» — песня шведской прогрессив-метал-группы Loch Vostok из второго альбома, Destruction Time Again.
- «Guyana (Cult of the Damned)» — песня американской хеви-метал-группы Manowar из альбома Sign of the Hammer 1984 года.
- «Koolaid» — песня немецкой хеви-метал группы Accept с альбома The Rise of Chaos 2017 года.
- «The People’s Temple» — песня английской метал-группы Jonestown из альбома DYATLOV (2018).
- Far Cry 5 — видеоигра, сюжет и синопсис которой имеет множество параллелей с историей «Храма Народов».
- Outlast 2 — видеоигра, сюжет которой основан на трагедии в Джонстауне (2017).
- Church in the darkness — видеоигра, главный антагонист в которой — секта в Южной Америке с социалистическими укладами.
- «Jim Jones» — песня с альбома Chapter I группы SKYND.
- «Carnage in the Temple of the Damned» — песня из одноимённого альбома американской группы Deicide, с отсылкой к трагическим событиям и секте Джима Джонса.
- «Kool-Aid» - песня британской рок-группы Bring Me The Horizon из альбома  POST HUMAN: NeX GEn